# Música da Argentina

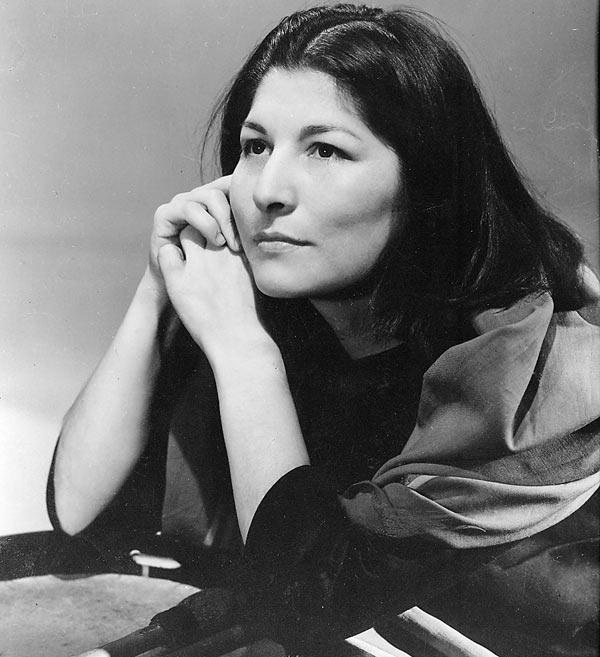
A cantora da província de Tucumán, Mercedes Sosa, uma das maiores expoentes do chamado "folclore argentino"

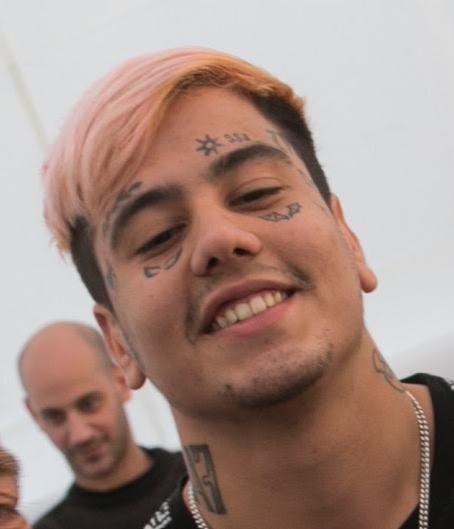
O cantor Duki é um dos maiores expoentes do trap argentino.

A Argentina é um dos países latino-americanos com maior variedade no aspecto musical. Consequentemente, é possível encontrar um grande repertório de gêneros, em função da diversidade cultural que a classifica.
O tango é um estilo musical e uma dança nascido nas zonas marginais portenhas e com difusão internacional, ligado fortemente com a Argentina e Uruguai, mas principalmente com Buenos Aires. Neste gênero musical se destacaram Carlos Gadel, considerado como o Rei do Tango, e o marplatense mundialmente reconhecido Ástor Piazzolla, enquanto que na dança se destaca o sucesso mundial do espetáculo Tango Argentino, criado em 1983 por Claudio Segovia e Héctor Orezzoli, com dançarinos como Juan Carlos Copes, María Nieves e Virulazo. Anualmente se realiza em Buenos Aires o Festival e Torneio Mundial de Dança de Tango.
Na Argentina, há uma ampla difusão da música chamada folclórica ou simplesmente folclore, inspirada nos gêneros rurais tradicionais. A música folclórica argentina tem características regionais diferenciadas: na música litoraleña predominam gêneros como o chamamé e a chimarrita; no folclore sulista-patagônico, predominam gêneros como a milonga, o triunfo e o malambo; no folclore cuyano predomina a cueca e a tonada; no folclore nortista predominam as chacareras e as zambas; e no folclore do noroeste andino, predominam os carnavalitos, sayas e as taquiraris. Grupos folclóricos como Los Chalchaleros e cantores solo como Jorge Cafrune, Atahualpa Yupanqui, Mercedes Sosa, Oscar Palavecino e Soledad Pastorutti estão entre os expoentes mais importantes destes gêneros. Entre os vários encontros de música folclórica se destacam o Festival de Cosquín em Córdoba e o carnaval jujeño.
Nas regiões do altiplano andino, as populações locais usavam uma música baseada no intervalo de trítonos, enquanto que nas regiões gaúchas a produção musical tinha fortes influências europeias.
Esta última região (dos gaúchos) foi impulsionada pelo trabalho de poetas como Hilario Ascasubi e Bartolomé Hidalgo.
O rock argentino teve um amplo desenvolvimento no final da década de 1960 e uma forte influência no rock íbero-americano cantado em espanhol amplamente conhecido em todo o continente. Possui expoentes em destaque, como as bandas fundadoras Los Gatos, Almendra, Manal e Sui Generis, além de Patricio Rey y sus Redonditos de Ricota, Soda Stereo ou músicos como Litto Nebbia e Luis Alberto Spinetta, bem como Charly García, Andrés Calamaro e Indio Solari. Os concertos numerosos costumam celebrar em estádios, sendo aquele com maior capacidade o Estádio Monumental Antonio Vespucio Liberti. Os festivais de maior sucesso hoje em dia são o Cosquín Rock e o Quilmes Rock, celebrados anualmente.
A balada romântica, com cantores de fama sul-americana como Sandro de América. Por outro lado, devem ser considerados os ritmos e letras simples da cumbia, também chamada movida tropical ou bailanta, com um ritmo mais simples que o modelo original colombiano, e o cuarteto (este ritmo especialmente na província de Córdoba).
Buenos Aires é a principal escolhida para concertos de artistas estrangeiros realizarem suas turnês e costumam ser o cenário da música eletrônica na América Latina, com festas importantes como a South American Music Conference, a Creamfields que, com a convocação de mais de sessenta mil pessoas, tornou a Ultra Music Festival Buenos Aires, uma das mais importantes do mundo. A cidade, junto com Mar del Plata e Bariloche, tem também seu próprio estilo de música eletrônica.
Com base no Conservatório Nacional da Música e do Teatro Colón, foi desenvolvida uma sólida escola de música e dança clássica.
Entre as criações não-classificáveis da música argentina se encontra a obra de María Elena Walsh — orientada em grande parte, mas não exclusivamente ao público infantil — e os espetáculos humorísticos-musicais do conjunto Les Luthiers.
No Trap argentino, Paulo Londra, superou em popularidade, a grandes músicos argentinos de vários gêneros, a nível mundial, sendo hoje em dia o argentino mais escutado do mundo, superando a popularidade alcançada apenas por Gustavo Cerati. No trap também encontramos, Duki, outra referência internacional do Trap Argentino, mas menos popular.

## Música clássica
Na música clássica, destacam compositores como Alberto Ginastera, intérpretes como Martha Argerich e diretores como Daniel Barenboim. Na dança clássica, destacam Jorge Donn, Maximiliano Guerra, Paloma Herrera, Marianela Núñez, Iñaki Urlezaga e Julio Bocca; este último, também diretor do Balé Argentino.
No século XVII, a música se desenvolveu a partir da influência dos jesuítas e, no século seguinte, compositores europeus continuaram essa influência; é desse século o primeiro grande compositor erudito argentino: Juan Pedro Esnaola.
No final do século XIX, uma escola de compositores nacionais se estabeleceu, tendo Alberto Williams como expoente. Depois dele, foram notórios os compositores Juan José Castro, Juan Carlos Paz e Alberto Ginastera.

## Música dos povos nativos
Os povos originários ainda preservam sua música, embora com possibilidades escassas de difusão massiva. A tradição oral de chiriguanos, chorotes, mapuches, pilagás, tehuelches, tobas, wichíes –entre outras comunidades nativas– foram coletadas com trabalhos de campo desde 1931 por parte de investigadores do Instituto Nacional de Musicologia Carlos Vega.

## Música folclórica
Com base nos estilos musicais dos povos nativos e na contribuição daqueles trazidos pelas etnias europeias (principalmente espanholas) e africanas, desde a Conquista da América, formou-se o que se conhece como música folclórica argentina, destacando gêneros como a vidala, o gato, a zamba, o chamamé, a chacarera, o carnavalito e o pericón. Muitos desses gêneros do folclore argentino são regionais e são compartilhados com os países vizinhos, influenciando-se mutuamente.
Com base nesses gêneros e danças de criação coletiva e anônima, a partir do século XX surge uma tendência originalmente chamada de "música nativa", que a partir da década de 1940 se consolidou como um dos estilos musicais de maior sucesso da música argentina. Alguns dos artistas mais proeminentes ao longo de sua história foram Atahualpa Yupanqui, Antonio Tormo, Mercedes Sosa, Los Chalchaleros, Ariel Ramírez, Armando Tejada Gómez, Tránsito Cocomarola, Tarragó Ros, Ramona Galarza, o Chango Farías Gómez, Linares Cardozo, o Cuchi Leguizamón, Jaime Torres, Teresa Parodi, Daniel Tinte, Soledad Pastorutti e Abel Pintos, entre muitos outros. Recentemente, para sua interpretação foram adicionados instrumentos não convencionais como saxofone, flauta transversal, órgão, teclado e bateria, inovação que vem ganhando adeptos gradativamente.